# Karoline von Schlotheim
Karoline von Schlotheim, född 1766, död 1847, var mätress till Vilhelm I av Hessen 1788-1811. Hon var den tredje av Vilhelms I:s tre mätresser, och efterträdde Rosa Dorothea Ritter.
Hon var dotter till Heinrich Christian Wilhelm von Schlotheim och Friederike Most aus Wilhelmstal. Schlotheim kidnappades av Vilhelm I, som inledde ett förhållande med henne, och då hon rymde hem till sina föräldrar tvingade de henne att återvända. Paret fick tio barn. Vilhelm I gav henne 1788 titeln grevinna av Schlotheim och byggde 1793 slottet Löwenstein åt henne och frågade henne också till råds om politik. När Napoleon I erövrade Hessen 1807 följde hon honom i exil, och 1811 fick hon den ärftliga titeln grevinna av Hessenstien.  

## Fotnoter
1. 1 2  Darryl Roger Lundy, The Peerage, The Peerage person-ID: p6560.htm#i65591, läst: 9 oktober 2017.[källa från Wikidata]
2. 1 2  Répertoire International des Sources Musicales, RISM-ID: people/30113484institutions/30000000.[källa från Wikidata]
3. ↑  Hessische Biografie, Hessisches Landesamt für Geschichtliche Landeskunde, Hessian Biography person (GND) ID: 117330507.[källa från Wikidata]
4. 1 2 3 4 5 6 7 8 9 10  Darryl Roger Lundy, The Peerage.[källa från Wikidata]